# Peramphithoe humeralis
Peramphithoe humeralis är en kräftdjursart som först beskrevs av William Stimpson 1864.  Peramphithoe humeralis ingår i släktet Peramphithoe och familjen Ampithoidae. Inga underarter finns listade i Catalogue of Life.